# Лева Река (Ресен)
Лева Река (мкд. Лева Река) је насеље у Северној Македонији, у јужном делу државе. Лева Река припада општини Ресан.

## Географија
Насеље Лева Река је смештено у југозападном делу Северне Македоније. Од најближег већег града, Битоља, насеље је удаљено 42 km западно, а од општинског средишта 10 km северно.
Лева Река се налази у области Горње Преспе, области око западне и северне обале Преспанског језера. Насеље је смештено у невеликој долини између западним брда Плакенске планине и планине Бигле. Надморска висина насеља је приближно 970 метара.
Клима у насељу је планинска због знатне надморске висине.

## Становништво
Лева Река је према последњем попису из 2002. године имала 60 становника. 
Претежно становништво у насељу су етнички Македонци (99%).
Већинска вероисповест је православље.